# Batrachoseps
Batrachoseps é um género de anfíbios caudados pertencente à família Plethodontidae.

## Espécies
- Batrachoseps aridus
- Batrachoseps attenuatus
- Batrachoseps campi
- Batrachoseps diabolicus
- Batrachoseps gabrieli
- Batrachoseps gavilanensis
- Batrachoseps gregarius
- Batrachoseps incognitus
- Batrachoseps kawia
- Batrachoseps luciae
- Batrachoseps major
- Batrachoseps minor
- Batrachoseps nigriventris
- Batrachoseps pacificus
- Batrachoseps regius
- Batrachoseps relictus
- Batrachoseps robustus
- Batrachoseps simatus
- Batrachoseps stebbinsi
- Batrachoseps wrighti